# Манисалес
Маниса́лес (исп. Manizales) — город, расположенный в Колумбии. Столица департамента Кальдас. Манисалес — важнейший центр выращивания кофе, центр образования и культуры. Футбольный клуб из Манисалеса «Онсе Кальдас» выиграл в 2004 году Кубок Либертадорес, главный клубный турнир Южной Америки.

## География
Манисалес — административный центр одного из самых небольших по площади департаментов Колумбии (28-е место из 32, однако по населению Кальдас занимает 14-е место, не считая столицу Боготу). Рельеф близлежащей местности гористый. В сочетании с сейсмической опасностью, это сделало ведение сельского хозяйства в плодородных долинах Манисалеса и Кальдаса довольно опасным занятием. Несмотря на это, в районе Манисалеса были произведены работы по обустройству инфраструктуры, отвечающей сейсмическим требованиям к жилым домам и прочим объектам, и на данный момент город является одним из центров производства колумбийского кофе, находясь в северной части Кофейного треугольника, куда также входят Армения, Медельин и Перейра.
Манисалес расположен в пределах бассейна реки Чинчина и притока реки Гуакайка. В 40 км к северу от Манисалеса расположен вулкан Невадо-дель-Руис высотой 5321 метр — самый высокий действующий вулкан Андского вулканического пояса. Здесь регулярно происходят землетрясения, оползни и извержения вулканов.

## Достопримечательности
- Кафедральный собор Манисалеса (es:Catedral Basílica Nuestra Señora del Rosario de Manizales)
- Футбольный стадион Палогранде (вместимость ок. 30 000 зрителей), принимавший матчи Кубка Америки 2001 года, молодёжный чемпионат Южной Америки 2005 и молодёжный чемпионат мира по футболу 2011 годов.
- На Палогранде выступает один из лучших футбольных клубов Колумбии XXI века «Онсе Кальдас», выигравший в 2004 году Кубок Либертадорес (вторая победа для колумбийских команд в этом турнире за всю историю).
- Национальный парк «Лос-Невадос»

## Города-побратимы

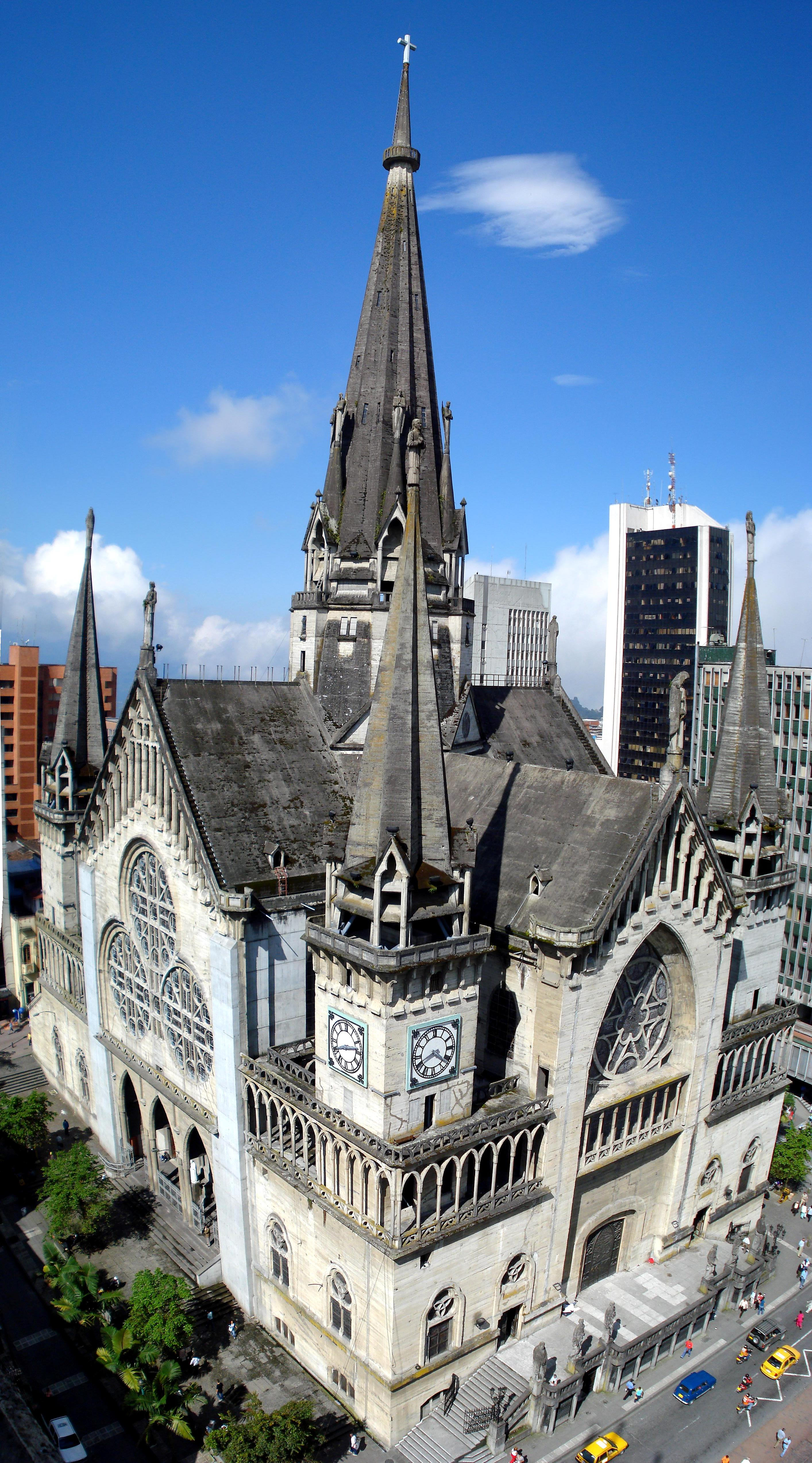
Кафедральный собор

- Росарио, Аргентина
- Монреаль, Канада
- Лиссабон, Португалия
- Оксфорд, Англия
- Барселона, Испания
- Валенсия, Испания